# Tabor (militar)
El tabor (de l'àrab Tabur, turc oriental: tapkur) és una paraula emprada pels francesos al Marroc i aplicada a les primeres unitats permanents al país; després en el protectorat es va aplicar a unitats formades per diversos goums (gum en àrab; un goum = unitat militar de 150 homes) manats per oficials dels afers indígenes, equivalent a un batalló; diversos tabors formaven un regiment. Els tabors francesos del Marroc van prendre part a les campanyes d'Itàlia i d'Indoxina, el 1944 i 1945-1954. Després van formar el nucli de l'exèrcit reial del Marroc.
Els turcs anomenaven tapskur a:
- Fortificació circular de vehicles
- Tropa de sapadors
- Un batalló
- Cos d'un miler d'homes (manats per un binshashi = cap de mil)

L'exèrcit espanyol, durant l'època del Protectorat espanyol al Marroc del 1912 al 1956, va crear, també, tabors que eren unitats de l'exèrcit espanyol, anomenades en castellà "Fuerzas Regulares Indígenas" (o, simplement, "regulares") formades per tropa (soldats i suboficials) indígenes (marroquins) i oficials i caps espanyols (europeus). Un tabor era comparable a un batalló tradicional (uns 500 homes i dirigit per un comandant).